# Channa diplogramma
Channa diplogramma és una espècie de peix de la família dels cànnids i de l'ordre dels perciformes.

## Introducció
Channa diplogramma és una de les espècies més enigmàtiques i menys conegudes de la família dels cànnids. Sir Francis Day la va descriure el 1865 sobre la base d'un exemplar juvenil de 42 mm de llargada capturat a la ciutat portuària de Kochi (el sud-oest de l'Índia). El patró de color d'aquell exemplar coincidia amb el dels juvenils de Channa micropeltes (provinent de l'illa de Java -Indonèsia- i descrita originalment per Cuvier i Valenciennes), la qual cosa, probablement, va portar Francis Day a sinonimitzar C. diplogramma amb C. micropeltes el 1878. L'estreta similitud entre totes dues espècies, la raresa d'exemplars adults en les col·leccions museístiques i el fet que cap taxonomista no va estudiar aquesta espècie des de la seua descripció va suposar l'acceptació de l'esmentada sinonímia per part dels taxonomistes posteriors. No obstant això, l'any 2011, 134 anys després que fos sinonimitzada, es va demostrar, gràcies a anàlisis moleculars, que és una espècie diferenciada i endèmica de l'Índia peninsular.

## Descripció
- Fa 100 cm de llargària màxima.[8]

## Alimentació i depredadors
És un depredador aquàtic de primer nivell, el qual ocupa l'esglaó de depredador alfa del seu ecosistema, ja que no és depredat a penes per cap altre animal. De dia cerca refugi en embassaments i caça durant la nit en els rierols que hi desguassen.

## Hàbitat i distribució geogràfica
És un peix d'aigua dolça (pH 6-8), bentopelàgic i de clima tropical (24-26 °C), el qual viu a l'Índia: és un endemisme d'alguns rius dels Ghats Occidentals a Kerala i el sud-oest de Tamil Nadu (el riu Chittar).

## Estat de conservació
Les seues principals amenaces són la sobrepesca, l'expansió agrícola, la construcció de preses i la degradació del seu hàbitat a causa de la contaminació de l'aigua i l'extracció de sorra. Gaudeix de protecció en alguns indrets de la seua àrea geogràfica de distribució, però, tot i així, és pescada dins d'aquestes àrees, en teoria, protegides.

## Vida en captivitat
A causa de la seua gran mida i ràpid creixement, no és una espècie adequada per a aquaris domèstics. No obstant això, no és difícil de mantindre i pot ser alimentada amb aliment no viu, incloent-hi filets de tilàpia i gambetes.

## Observacions
És inofensiva per als humans i gregària (els juvenils acompanyen sovint ambdós progenitors).